# Vouneuil-sur-Vienne
Vouneuil-sur-Vienne és un municipi francès situat al departament de la Viena i a la regió de la Nova Aquitània. L'any 2007 tenia 1.910 habitants.

## Demografia

### Població
El 2007 la població de fet de Vouneuil-sur-Vienne era de 1.910 persones. Hi havia 743 famílies de les quals 171 eren unipersonals (99 homes vivint sols i 72 dones vivint soles), 246 parelles sense fills, 270 parelles amb fills i 56 famílies monoparentals amb fills.
La població ha evolucionat segons el següent gràfic:
Habitants censats

### Habitatges
El 2007 hi havia 907 habitatges, 766 eren l'habitatge principal de la família, 107 eren segones residències i 33 estaven desocupats. 856 eren cases i 29 eren apartaments. Dels 766 habitatges principals, 536 estaven ocupats pels seus propietaris, 216 estaven llogats i ocupats pels llogaters i 14 estaven cedits a títol gratuït; 5 tenien una cambra, 33 en tenien dues, 130 en tenien tres, 235 en tenien quatre i 363 en tenien cinc o més. 623 habitatges disposaven pel capbaix d'una plaça de pàrquing. A 310 habitatges hi havia un automòbil i a 400 n'hi havia dos o més.

### Piràmide de població
La piràmide de població per edats i sexe el 2009 era:
| Homes | Edats   | Dones |
| ----- | ------- | ----- |
| 4     | 95 o +  | 0     |
| 0     | 90 a 94 | 8     |
| 4     | 85 a 89 | 8     |
| 24    | 80 a 84 | 24    |
| 36    | 75 a 79 | 56    |
| 24    | 70 a 74 | 32    |
| 32    | 65 a 69 | 32    |
| 40    | 60 a 64 | 36    |
| 48    | 55 a 59 | 36    |
| 44    | 50 a 54 | 52    |
| 48    | 45 a 49 | 72    |
| 84    | 40 a 44 | 68    |
| 88    | 35 a 39 | 68    |
| 92    | 30 a 34 | 72    |
| 40    | 25 a 29 | 60    |
| 28    | 20 a 24 | 44    |
| 92    | 15 a 19 | 36    |
| 56    | 10 a 14 | 72    |
| 80    | 5 a 9   | 60    |
| 56    | 0 a 4   | 64    |

## Economia
El 2007 la població en edat de treballar era de 1.214 persones, 930 eren actives i 284 eren inactives. De les 930 persones actives 835 estaven ocupades (452 homes i 383 dones) i 95 estaven aturades (36 homes i 59 dones). De les 284 persones inactives 91 estaven jubilades, 92 estaven estudiant i 101 estaven classificades com a «altres inactius».

### Ingressos
El 2009 a Vouneuil-sur-Vienne hi havia 766 unitats fiscals que integraven 1.937,5 persones, la mediana anual d'ingressos fiscals per persona era de 18.176 €.

### Activitats econòmiques
Dels 70 establiments que hi havia el 2007, 1 era d'una empresa extractiva, 2 d'empreses alimentàries, 1 d'una empresa de fabricació de material elèctric, 2 d'empreses de fabricació d'altres productes industrials, 15 d'empreses de construcció, 9 d'empreses de comerç i reparació d'automòbils, 2 d'empreses de transport, 3 d'empreses d'hostatgeria i restauració, 1 d'una empresa d'informació i comunicació, 4 d'empreses financeres, 6 d'empreses immobiliàries, 9 d'empreses de serveis, 8 d'entitats de l'administració pública i 7 d'empreses classificades com a «altres activitats de serveis».
Dels 21 establiments de servei als particulars que hi havia el 2009, 1 era una oficina de correu, 1 una oficina bancària, 1 autoescola, 1 paleta, 4 guixaires pintors, 3 fusteries, 2 lampisteries, 1 electricista, 2 empreses de construcció, 3 perruqueries i 2 restaurants.
Dels 5 establiments comercials que hi havia el 2009, 1 era una botiga de més de 120 m², 2 fleques, 1 una carnisseria i 1 una botiga d'equipament de la llar.
L'any 2000 a Vouneuil-sur-Vienne hi havia 40 explotacions agrícoles que ocupaven un total de 1.356 hectàrees.

## Equipaments sanitaris i escolars
L'únic equipament sanitari que hi havia el 2009 era una farmàcia.
El 2009 hi havia 1 escola maternal i 2 escoles elementals. Vouneuil-sur-Vienne disposava d'un col·legi d'educació secundària amb 538 alumnes.

## Poblacions més properes
El següent diagrama mostra les poblacions més properes.